# Изопроскалин
Изопроскалин или 4-изопропокси-3,5-диметоксифенилэтиламин является аналогом мескалина. Он тесно связан с проскалином и был впервые синтезирован Дэвидом Э. Николсом. Он вызывает галлюциногенные, психоделические и энтеогенные эффекты.

## Эффекты
Мало что известно о психофармакологических эффектах изопроскалина. Александр Шульгин указывает дозу, составляющую 40-80 мг, с эффектами, продолжающимися 12-18 часов.

## Фармакология
Механизм, который вызывает галлюциногенные и энтеогенные эффекты изопроскалина, скорее всего, будет результатом действия в качестве агониста рецептора серотонина 5-HT2A в мозге, механизма действия, разделяемого всеми галлюциногенными триптаминами и фенилэтиламинами.

## Правовой статус
Изопроскалин не является запрещенным в Соединенных Штатах, однако из-за его близкого сходства по структуре и воздействиям на мескалин, владение и распространение изопроскалина могут привести к судебному преследованию в соответствии с Федеральным законом об аналогах.